# Міра Наїр
Міра Наїр (англ. Mira Nair, (15 жовтня 1957 , Рорклаd, Одіша, Індія )) — американська кінорежисерка індійського походження.

## Життєпис
Народилася 1957 року в сім'ї середнього класу, батько з Пенджабу (пізніше пенджабська реальність увійде до фільму Міри Наїр «Весілля у сезон дощів»). Закінчила соціологічний факультет Делійського університету, грала у політичному вуличному театрі, в аматорській драматичній трупі. У 19-річному віці переїхала до США, продовжила навчання за фахом у Гарвардському університеті.
Зняла кілька документальних фільмів, один із них («Кабаре Індія», 1985) був помічений кінокритиками та нагороджений кількома преміями. Її дебютний ігровий фільм «Салям, Бомбей» (1988) приніс їй світове визнання.

## Творчість
Належить двом культурам — Сходу та Заходу, цей момент нерідко стає основою її фільмів, визначає точку зору режисера. В індійському кіно Наїр виділяє для себе творчість Рітвіка Гхатака, вона називає свій фільм «Тезки» даниною його пам'яті. Працює як з непрофесійними виконавцями, так і з акторами-професіоналами — індійськими виконавцями, американськими та європейськими зірками Джинаою Роулендс, Умою Турман, Різ Візерспун, Гіларі Свенк, Марісою Томей, Річардом Гіром, Чез Палмінтері, Дензелом Вашингтоном, Юеном Мак-Грегорем тощо).

## Фільмографія
- «Салям, Бомбей» (1988, Золота камера та премія глядацьких симпатій на Каннському кінофестивалі, премія Венеціанського МКФ, премія Лілліан Гіш на кінофестивалі в Лос-Анджелесі , три премії Монреальського кінофестивалю, спеціальна премія критики на фестивалі. нагороди)
- «Міссісіпі масала» (1992, премія Спілки італійських кінокритиків, премія критики на кінофестивалі в Сан-Паулу, дві премії Венеціанського кінофестивалю)
- «Сім'я Перес» (1995)
- «Кама Сутра: Історія кохання» (1996)
- «Весілля у сезон дощів» (2001, Золотий лев на Венеціанському кінофестивалі, премія глядацьких симпатій на кінофестивалі в Канберрі)
- «Істерична сліпота» (2002)
- «11 вересня» (2002, з колективом режисерів світу, премія ЮНЕСКО на Венеціанському кінофестивалі)
- «Ярмарок марнославства» (2004, екранізація однойменного роману Вільяма Теккерея)
- Тезка (2006, за однойменним романом Джумпи Лахірі)
- «BBC. Індія» (2007)
- «Вісім» (2008)
- «Нью-Йорку, я люблю тебе» (2008, з колективом кінорежиссерів світу)
- « Амелія» (2009, біографічний фільм про Амелію Ергарт)
- «Фундаменталіст мимоволі» (2012)
- "Розмови з богами / Words With Gods (2014)
- "Королева Катве / Queen of Katwe (2016)
- «Скарб нації: На краю історії» / National Treasure: Edge of History (2022)

## Визнання
Входила до журі Каннського кінофестивалю (1990), очолювала журі Берлінського кінофестивалю у 2002 році . Названа нью-йоркською газетою «India Abroad» «людиною 2007 року».

## Особисте життя
З 1991 року одружена з академіком Махмудом Мамдані, з яким познайомилася в Кампалі в Уганді (де і проживає) під час зйомок фільму Міссісіпі масала . У шлюбі народився син, Зохран, 19 жовтня 1991 року, хіп-хоп виконавець, громадський діяч і член асамблеї штату Нью-Йорк .